# Adelaida Las Santas
Adelaida Las Santas Loureiro (Villarejo de Salvanés, 22 de julio de 1918-Madrid, 15 de noviembre de 2006) fue una periodista y poeta, cofundadora de la tertulia Versos con faldas. 

## Trayectoria
Nació en Villarejo de Salvanés (Madrid), pero se trasladó muy joven a la capital. En agosto de 1936 se hallaba allí, pues  prestó ayuda a su amigo, el falangista Luis Carmona, que se había fugado de la cárcel modelo. El 4 de septiembre se presentaron en su domicilio milicianos de la FAI al objeto de detenerla por la ayuda prestada, pero Las Santas se negó a colaborar, a pesar de lo cual Carmona fue detenido y desaparecido.
En 1950 obtuvo el título de Periodismo y empezó a escribir en distintos periódicos de Madrid. A la vez escribía versos que daba a conocer en distintas tertulias literarias que abundaban en la época. En abril de 1950 intervino en el homenaje a Emilio Carrere. En el 51 creó la tertulia «Versos con faldas» junto a Gloria Fuertes y María Dolores de Pablos, ejerciendo la labor de secretaria. Participó en multitud de recitales sola o con alguna de las compañeras de tertulia.

En 1955 se casó con el escritor Guillermo Osorio (1918-1982), que siguiendo a Mery Varona:

Guillermo era un escritor bohemio y maldito. Había participado en la guerra en una unidad de tanques del ejército republicano. Luego, pasó por campos de prisioneros franceses y por cárceles y campos de concentración españoles. En 1950 se instaló en Madrid, donde fue dando tumbos de taberna en tertulia, escribiendo cuentos y sonetos, miembro de la generación etílica del Café Varela, donde estaban sus amigos -Manuel Alcántara, Eduardo Alonso, Alejandro Carriedo, Manuel Martínez Remis-. Así lo encontró Adelaida, quien se hizo cargo de él, lo acogió y le ordenó la existencia, en la medida en que Guillermo lo permitía, que no era mucho.
Las Santas fue la encargada de publicar la obra de su marido, no solo en vida, sino también después de su muerte con dos poemarios póstumos.
Durante toda su vida estuvo vinculada a la literatura: en abril de 1957 y mayo de 1960 participó en dos recitales en el Centro Asturiano con algunas de las compañeras de Versos con Faldas. En 1957 participó en el sexto sábado de Galerías Cascorro, junto a Gloria Clavo, María Paz Viloria y Acacia Uceta. Al año siguiente, intervino también en el vigésimo sábado de la misma tertulia celebrado en marzo. Impartió conferencias y dirigió un ciclo de sonetos en el Ateneo.
En 1959 dirigió «Aguacantos», una tertulia poética que ella denominó «periódico oral».
Adelaida Las Santas murió en Madrid el 15 de noviembre de 2006.

## Versos con faldas
En la tertulia poética que fundó junto a Gloria Fuertes y María Dolores de Pablos, Las Santas era la secretaria, pero en la práctica era la directora, ya que Gloria Fuertes, la directora nominal, confiaba plenamente es su hacer: «Me vale tu dinamismo, tu nervio y voluntad. Yo te ayudaré dándote formados los programas para que avises a la gente». Ella es quien costea los programas y quien dirige de facto la tertulia. En 1953 terminó esta tertulia cuando la Dirección General de Seguridad suprimió los recitales y tertulias de café.
En 1983 publicó la primera antología de Versos con Faldas. Años más tarde, en 2019, y sobre el trabajo previo de Las Santas, Torremozas publicó otra antología que incluía estudios previos, las biografías de las componentes, fotografías de época, etcétera.

## Obras

### Poesía
- Destellos. Madrid, ed. de la autora, 1950.
- Poemas de Adelaida. Madrid, Rumbos, 1954.
- Versos con faldas: (breve historia de una tertulia literaria fundada por mujeres en el año 1951). Madrid, Aguacantos, 1983.
- Y hace cincuenta años hubo una guerra: romance para que lo cante un ciego, Aguacantos, 1984.
- Poemas de la sinceridad. Madrid, ed. de la autora, 1997.

### Infantil
- Poema de la perra gorda que se convirtió en perra chica y otros poemas para las niñas y niños de Cuenca, Aguacantos, 1997.

### Prosa
- Poetas de café. Madrid, Cultura Clásica y Moderna, 1959.